# Souvenirs d'Italie
Pour plus de détails, voir Fiche technique et Distribution.
Souvenirs d'Italie (Souvenir d'Italie) est un film italien réalisé par Antonio Pietrangeli, sorti en 1957.

## Fiche technique
- Titre original : Souvenir d'Italie
- Titre français : Souvenirs d'Italie
- Réalisation : Antonio Pietrangeli
- Scénario : Antonio Pietrangeli, Dario Fo, Agenore Incrocci et Furio Scarpelli
- Photographie : Carlo Carlini et Aldo Tonti
- Musique : Lelio Luttazzi
- Montage : Eraldo Da Roma
- Pays d'origine : Italie
- Format : Couleurs - 2,35:1 - Mono
- Durée : 100 minutes
- Genre : comédie
- Date de sortie : 1957

## Distribution
- June Laverick : Margaret
- Isabelle Corey : Josette
- Ingeborg Schöner : Hilde
- Gabriele Ferzetti : Alberto Cortini
- Massimo Girotti : Ugo Parenti
- Antonio Cifariello : Gino
- Isabel Jeans : Cynthia
- Mario Carotenuto : le chasseur
- Vittorio De Sica : le conte
- Alberto Sordi : Sergio Battistini
- Giancarlo Cobelli
- Graziella Galvani
- Gina Rovere (non créditée) : la prostituée interpellant Margaret